# Auguste d'Anethan
Le baron Auguste d'Anethan, né le 17 février 1829 à Termonde et mort le 11 juin 1906 à Paris 8e, est un diplomate belge.

## Carrière
Auguste d'Anethan est le fils de l'homme d'État catholique Jules Joseph d'Anethan. Il a épousé à Bruxelles le 11 juin 1861 Isabelle Mosselman du Chenoy (1842−1876), fille d'Isabelle Coghen (1822−1891) et de Théodore Mosselman du Chenoy. Ils ont eu une fille et deux fils, tous deux dans la carrière diplomatique.
En 1852, il s'engage dans la carrière diplomatique après avoir réussi l'examen diplomatique. Il est ainsi successivement chef de cabinet du ministre des Affaires étrangères, conseiller de légation à Paris et ministre résident au Portugal en 1867.
En 1875, il est le premier ambassadeur belge accrédité auprès du Saint-Siège après la fin des États pontificaux, d'abord auprès de Pie IX, et à partir de 1878 auprès de Léon XIII, avec la mission de promouvoir auprès du Vatican les ambitions religieuses de Léopold II. Le 10 novembre 1876, d'Anethan transmet à Alessandro Franchi, Préfet de la Congrégation pour l'évangélisation du peuple (Congrégation De Propaganda Fide) depuis 1874, le texte d'un discours du roi Léopold II adressé à  l'Association internationale africaine. Dans sa lettre d'accompagnement, d'Anethan déclarait que l’évangélisation de l'Afrique était pour le roi une priorité de premier plan.
Le 4 décembre 1876, d'Anethan obtient une audience auprès de Pie IX. Son rapport au ministre des Affaires étrangères Guillaume d'Aspremont Lynden rend compte de l'opinion favorable du pape à l'égard de la politique africaine de Léopold II :

« J'approuve beaucoup les idées du roi, m'a dit Pie IX, elles me semblent bonnes et très généreuses ; j'ai été moi-même en Amérique révolté de voir des marchés d'esclaves; ce serait une grande chose de détruire cet affreux trafic et d'ouvrir l'Afrique à la civilisation. »

En 1881, il poursuit sa carrière comme ministre plénipotentiaire aux Pays-Bas et en France à partir de 1894.
Auguste d’Anethan est admis à la pension le 18 mai 1903, ainsi qu'il ressort d'un télégramme qu'il adresse à son cousin Albert d'Anethan, ministre plénipotentiaire et doyen du corps diplomatique à Tokyo. Il conserve toutefois son domicile à Paris et c'est là qu'il décède le 11 juin 1906. Ses funérailles sont célébrées avec les honneurs militaires à l'église Notre-Dame de Laeken et il est inhumé au cimetière de Laeken.

## Distinctions
- Grand cordon de l'ordre de Léopold en 1903 (Belgique).
- Officier de la Légion d'honneur (France).
- Grand-croix de l'ordre du Christ (Portugal).
- Grand-croix de l'ordre de la Couronne de chêne (Luxembourg).

## Littérature
- Thierry Denoël, Le nouveau dictionnaire des Belges, Bruxelles, Le Cri, 1992